# Cambutal
Cambutal es un corregimiento ubicado en el distrito de Tonosí en la provincia panameña de Los Santos. En el año 2010 tenía una población de 511 habitantes y una densidad poblacional de 2,8 personas por km². Cambutal también posee una gran área boscosa. Adicionalmente posee parte de Parque nacional Cerro Hoya.

## Toponimia y gentilicio
Cambutal es el nombre de un río y de un corregimiento ubicado en el Distrito de Tonosí. La hipótesis más aceptada para el nombre es Abundancia de Cambutes, un molusco de gran abundancia en el lugar.
A los nacidos y residentes del lugar se les conoce como Cambutaleños.

## Historia
Fue creado por la Ley 58 de 29 de julio de 1998, debido a la Declaración de Inconstitucionalidad de la Ley 1 de 1982. Su población a partir de 2000 fue de 452.

## Geografía física
De acuerdo con los datos del INEC el corregimiento posee un área de 183,0 km².

## Demografía
De acuerdo con el censo del año 2010, el corregimiento tenía una población de unos 511 habitantes. La densidad poblacional era de 2,8 habitantes por km². 